# Endō Kinsuke
Endō Kinsuke est un nom japonais traditionnel ; le nom de famille (ou le nom d'école), Endō, précède donc le prénom (ou le nom d'artiste).
Endō Kinsuke (菊池 大麓, 31 mars 1836 à Kōchi au Japon et décédé à l'âge de 57 ans le 13 septembre 1893) est un homme politique japonais de l'ère Meiji.

## Biographie
Issu d'une famille de samouraïs du domaine de Chōshū (actuelle préfecture de Yamaguchi), Endō est choisi par le fief pour faire partie des cinq de Chōshū qui sont discrètement envoyés au Royaume-Uni en 1863 pour éviter la politique d'isolement du shogunat Tokugawa. Le domaine espère acquérir ainsi une meilleure compréhension des puissances occidentales afin de se renforcer et de renverser le shogunat. Endō rentre au Japon en 1866, peu de temps avant le début de la guerre de Boshin.
Lorsque Harry Smith Parkes, ambassadeur du Royaume-Uni au Japon de 1865 à 1883, effectue une visite au domaine de Chōshū en 1866, Endō et Inoue Kaoru, un autre membre des cinq de Chōshū, lui servent d’interprètes.
Après la restauration de Meiji et l'établissement du gouvernement de Meiji, Endō devient le dirigeant de la nouvelle Monnaie du Japon à Osaka de 1881 à 1883. Il est connu pour ses efforts d'établir une monnaie nationale unifiée ainsi que pour sa politique de porte ouverte de la Monnaie au printemps lorsque les cerisiers fleurissent.

## Source de la traduction
- (en) Cet article est partiellement ou en totalité issu de l’article de Wikipédia en anglais intitulé « Endō Kinsuke » (voir la liste des auteurs).